# Orcières
Orcières település Franciaországban, Hautes-Alpes megyében. Lakosainak száma 660 fő (2022. január 1.). Orcières Ancelle, Champoléon, Châteauroux-les-Alpes, Freissinières, Réallon és Saint-Jean-Saint-Nicolas községekkel határos.

## Népesség
A település népességének változása:
| Lakosok száma | 734  | 890  | 841  | 725  | 728  | 715  | 690  | 674  | 680  | 660  |
|               | 1968 | 1982 | 1990 | 2006 | 2013 | 2015 | 2017 | 2019 | 2020 | 2022 |